# Protandrena protuberata
Protandrena protuberata là một loài Hymenoptera trong họ Andrenidae. Loài này được Timberlake mô tả khoa học năm 1976.